# Aeropuerto de Lhasa Gonggar
El Aeropuerto de Lhasa Gonggar (en tibetano: ལྷ་ས་གོང་དཀར་རྫོང་; en chino: 拉萨贡嘎机场) es el aeropuerto que sirve a Lhasa, la capital de la Región Autónoma del Tíbet, China. Esta a cerca de 62 kilómetros (39 millas) al suroeste de la ciudad en el condado de Gonggar de la prefectura de Shannan. El aeropuerto está próximo a la carretera a Tsetang, la capital de la prefectura de Shannan. 
A una altitud de 3.570 metros (11.710 pies), el aeropuerto de Lhasa es uno de los que se encuentran a mayor altitud del mundo. Fue construido en 1965, una segunda pista fue construida en 1994, y las instalaciones de terminales se completaron en 2004.
La construcción de un aeropuerto en la meseta del Tíbet ha pasado por un proceso de ensayo y error a través de muchas rutas aéreas peligrosas y varios accidentes mortales durante la Segunda Guerra Mundial. El primer aeropuerto fue construido en mayo de 1956, en el suroeste del condado de Damxung a una altitud de 4.200 metros (13.800 pies). I1-12 ruso y CV-240 a 401 fueron los primeros aviones que aterrizaron en el aeropuerto de Damxung desde el norte y el sur. De este modo, rompieron el maleficio de la "zona de vuelo prohibido", y esto fue aclamado como una hazaña. Tomó más de nueve años antes de que la primera ruta aérea Pekín-Chengdú-Lhasa empezara a funcionar en 1965.

## Historia
El Aeropuerto de Lhasa Gonggar, situado en el valle del río Yarlung Tsangpo, tiene sus raíces en la decisión tomada en 1955 por el Comité Central del Partido Comunista de China y el Consejo de Estado de la República Popular China de abrir una ruta civil entre Pekín y Lhasa. En enero de 1956, se formó el Comité de Construcción del Aeropuerto de Dangxiong, que inició la planificación y construcción del aeropuerto. A mediados de mayo de ese mismo año, comenzó la construcción a gran escala del aeropuerto de Dangxiong, que se inauguró oficialmente en marzo de 1965 con el aterrizaje de un avión IL-18 204 de la Administración de Aviación Civil de China, procedente de Pekín.
Sin embargo, debido a las duras condiciones climáticas, la gran altitud y la distancia de casi 200 kilómetros de Lhasa, en marzo de 1966 el gobierno central decidió construir un nuevo aeropuerto en Gonggar, una ubicación con mejores condiciones naturales. El 23 de noviembre de 1966, la estación de Aviación Civil de Lhasa se trasladó oficialmente del aeropuerto de Dangxiong al de Lhasa Gonggar, quedando el primero fuera de servicio.
A lo largo de las décadas siguientes, el aeropuerto de Lhasa Gonggar experimentó varias ampliaciones y mejoras. La primera fase de ampliación concluyó el 27 de septiembre de 1993, seguida por la segunda fase, que comenzó el 22 de mayo de 2000 y se completó el 15 de octubre de 2004. El 24 de junio de 2008, el Proyecto de Iluminación de Navegación del aeropuerto superó la inspección de finalización, mejorando aún más su infraestructura.
En junio de 2016, se aprobó el Proyecto de Reconstrucción y Expansión de la Fase III del Área Terminal, marcando un nuevo hito en su desarrollo. El 27 de julio de 2020, se completó la estructura de acero del nuevo edificio de la terminal T3, que entró oficialmente en funcionamiento el 7 de agosto de 2021 tras superar las inspecciones de finalización.
El 26 de abril de 2022, comenzó la construcción de la nueva segunda pista, uno de los proyectos clave del 13º Plan Quinquenal. El 16 de junio de ese mismo año, se inauguró oficialmente el control de aproximación del aeropuerto, mejorando la seguridad y eficiencia de las operaciones. El 26 de diciembre de 2022, el aeropuerto se convirtió en el primero de las tierras altas de China en operar con dos pistas, tras el aterrizaje del vuelo CA4401 de Air China procedente de Chengdu. Dos días después, el vuelo H9774 de Himalayan Airlines, procedente de Katmandú, Nepal, se convirtió en el primer vuelo internacional en llegar a la terminal T2 tras su inauguración.
En 2023, el aeropuerto continuó su expansión con la apertura de la segunda pista y la renovación de las terminales T1 y T2. El 31 de octubre de ese año, se completó la estructura principal de la terminal T1, y el 15 de diciembre, la terminal T2 superó la inspección de finalización.
En 2024, el Aeropuerto de Lhasa Gonggar siguió ampliando su conectividad. El 11 de marzo, se puso en marcha el primer servicio interlíneas de tránsito a través del Aeropuerto de Chengdu Tianfu, y el 27 de marzo, se añadieron Yantai y Beihai a la lista de ciudades atendidas, alcanzando un total de 52 destinos.
Hoy en día, el Aeropuerto de Lhasa Gonggar es un importante centro de transporte aéreo en la Región Autónoma del Tíbet, desempeñando un papel crucial en la conectividad regional e internacional, así como en el desarrollo económico y turístico de la zona.

## Estadísticas
Ver fuente y consulta Wikidata.